# Dubravka Miletić
Dubravka Miletić (Zagreb, 9. lipnja 1947.) je hrvatska kazališna, televizijska i filmska glumica. 

## Filmografija
- Naslovnica »
- Natuknice »
- Miletić, Dubravka

## Dubravka Miletić
Rođena u Zagrebu 9. lipnja 1947. Nakon završene gimnazije studirala i 1970. diplomirala na Zagrebačkoj ADU. Od 1970. do 1978., članica kazališta „M. Držić“ u Dubrovniku. Od 1978. do 1984. djeluje kao slobodni umjetnik. Od 1984. – 2012., članica je GDK „Gavella“ u Zagrebu.
Osim u matičnim kazalištima nastupala je na Dubrovačkim ljetnim igrama, Splitskom ljetu, s Kazalištem Ulysses na Brijunima, na Lošinjskom ljetu, Pulskom ljetu; te kao gost na scenama: - HNK - Zagreb, ITD - Zagreb i HNK - Osijek.
Surađivala je s redateljima: Petar Veček, Ivica Kunčević, Vlado Habuneko, Petar Selem, Tomislav Radić, Borislav Mrkšić, Hana Veček, Vladimir Gerić, Joško Juvančić, Arsa Jovanović, Lenka Udovički, Matko Sršeno, Jagoda Buić, Marin Carić, Ivica Boban, Radovan Marčić, Miše Martinović, Miro Međimurec, Božidar Violić, Tomislav Pavković, Mladen Škiljan, David Monctorom Samorai, Zlatko Vitez, Rade Šerbedžija, Janos Kica, Matija Koležnik, Staša Zurovcac, Samo M.Strelec i Eduard Tomičić-Buntauli   
KAZALIŠTE
ULOGE U DRAMAMA SVJETSKE KNJIŽEVNOSTI
• Eshil: Orestija - KLITEMNESTRA 
• Euripid: Ifigenija u Aulidi - KLITEMNESTRA 
• Euripid: Ifigenija na Tauridi - IFIGENIJA
• Euripid: Medeja - ŽENA KORINTSKA / KOROVOĐA
• Sofoklo: Elektra - ELEKTRA
• W. Shakespeare: Macbeth - LADY MACBETH
• W. Shakespeare: Richard III - KRALJICA ELIZABETA 
• W. Shakespeare: Hamlet - KRALJICA GERTRUDA
• J. Racine: Fedra - AFRODITA
• J. B. P. Moliere: Mizantrop - SELIMENA 
• J. B. P. Moliere: Škola za žene - AGNES
• J. B. P. Moliere: Skapenove spletke - DORIMENA
• P.C de C. de Marivaux: Dvostruka nevjera - LISETTE
• H. von Kleist: Princ Homburški - VELIKA KNEGINJA
• C. Golldoni: Kafetarija - MALČIKA
• H. Ibsen Stupovi društva: - GOSPOĐA RUMMEL 
• A. P.Čehov : Galeb - IRINA NIKOLAJEVNA ARKADINA
• A. P.Čehov: Tri sestre - IRINA 
• A. P. Čehov: Ivanov - ZINAIDA SAVIŠNA
• F. M. Dostojevski: Braća Karamazovi - GRUŠENJKA
• A. Jarry: Kralj Ubu - BOLESLAV
• J. Anouilhe: Poziv u dvorac - DIJANA
• B.Brecht: Ball - SOFIJA
• B. Brecht: Majka hrabrost - IVETTE
• S. Beckett: Svršetak igre - NELLY 
• E. de Fillippo: Cilindar - RITA
• J. P. Sartre: Prljave ruke - OLGA
• P. Weis: Marat-Sade - SIMMONE EVERARD
• T. Bernhardt: Trg heroja - HEDVIG
• Goldman: Lav u zimi - ALIS
• J,Glowacki : Četvrta sestra - AKULINA IVANOVNA
• N. Gogolj: Ženidba
• T. Hampton: Opasne veze - MARKIZA de MERTEUILHE
• J. Murrell: Sarah Bernhardt - SARAH BERNHARDT
ULOGE U DRAMAMA HRVATSKE KNJIŽEVNOSTI:
• M. Marulić: Judita - JUDITA
• F.Vodarić: Muka - MARIJA MAJKA BOŽJA
• M. Krleža: Gospoda Glembajevi - BARUNICA CASTELLI
• M. Krleža: U Agoniji - LAURA LEMBACH
• M. Krleža: Povratak Filipa Latinovića - PATRICIJA BALOČANSKI 
• M. Krleža: Kroatenlager - MATI
• M. J. Zagorka : Tajna krvavog mosta - GROFICA DRAŠKOVIĆ
• I. Vojnović: Suton - ORE 
• I. Vojnović: Ekvinocio - ANICA 
• I. Vojnović: Prolog nenapisane drame - KNEGINJA TARAKANOVA 
• I. Vojnović: Dubrovačka trilogija  - Suton - MARA BENEŠA 
• J. P. Kamov: Mamino srce - MIMI 
• Nepoznati autor: Gospar Pero Požuda - ANICA
• S. Kolar: Breza - REZA TURKOVIĆ
• M. Božić: Devet gomolja - ANKA
• F. Šehović: Kurve - ERŽIKA
• F. Šehović: Ereditat - ENI
• B. Vujičić: Crkveni miš - LULA
• B. Vujičić: Hrvatski slavuj - BELA KRLEŽA
• A. Bukvić: Stanovnici sna - IJA 
• L. Paljetak: Govori mi o Augusti - AUGUSTA
• L. Paljetak: Zvjezdana prašina - ALMA
• I. Kušan: Svrha od slobode - SOFIJA 
• V. Stoisavljević: Katarina Zrinska od Frankopana - KATARINA ZRINSKA
Nagrade:
ORLANDO - Dubrovačke ljetne Igre – Sofoklo:“Elektra“ - ELEKTRA 
ZLATNA PLAKETA za najbolje glumačko ostvarenje - Susreti hrvatskog kazališta -Slavonski brod - Shakespeare: LADY MACBETH
MARUL - Marulićevi dani - L. Paljetak: "Posljednji majski cvijet" – ONA
MARUL - Marulićevi dani - S. Šnajder - "Stvor" - STVOR

### Televizijske uloge
- "Zakon!" kao Anita (2009.)
- "Gabrijel" kao Stela (1984.)

### Filmske uloge
- "Sustanar" (1982.)
- "Judita" kao Judita (1980.)
- "Groznica" kao Nives (1979.)
- Maskerata kao Kolombina (1981.)

## Vanjske poveznice
- Dubravka Miletić u internetskoj bazi filmova IMDb-u (engl.)
- Stranica na Gavella.hr  Arhivirana inačica izvorne stranice od 19. travnja 2011. (Wayback Machine)